# Behind Blue Eyes
Behind Blue Eyes — песня британской рок-группы The Who. Она была выпущена в ноябре 1971 года как второй сингл из их пятого альбома Who’s Next и была изначально написана Питом Таунсендом для своего проекта Lifehouse. Одна из самых известных песен группы. Кавер-версию на неё сделало множество исполнителей.

## Описание
Первоначально «Behind Blue Eyes» должна была выйти частью рок-оперы «Lifehouse». Песня исполнялась от лица основного злодея, Джамбо. Её текст представляет собой жалобу от лица Джамбо, который постоянно зол и полон тревог из-за давления и искушений окружающего мира.
В Who's Next вошла вторая версия песни. Первая, записанная 18 марта 1971 года при участии Эла Купера на органе Хаммонда, была выпущена в 1995 году в переиздании альбома Who’s Next на CD.

## Позиции в чартах
| Чарт (1971)             | Высшая позиция |
| ----------------------- | -------------- |
| Франция (SNEP)          | 147            |
| США (Billboard Hot 100) | 34             |
| US Cashbox              | 24             |

## Кавер-версии

### Кавер группы «Limp Bizkit»
В 2003 году кавер-версию «Behind Blue Eyes» выпустила американская рок-группа Limp Bizkit. Песня стала вторым синглом из альбома Results May Vary. В аранжировке группа использовала игрушку Speak & Spell. На альбомной версии песни, которая длится 6:05, присутствует «скрытый трек «All That Easy». Скрытого трека нет на сингл-версии песни, которая короче оригинала на две минуты.
В видеоклипе вместе с Фредом Дёрстом снялась Хэлли Берри. Помимо оригинальных сцен клип дополнен кадрами из фильма Готика», в котором Берри исполнила главную роль. Также была выпущена вторая версия клипа, в котором показано выступление группы на концерте.

#### Позиции в чартах
| Чарты (2003—2004)                     | Высшая позиция |
| ------------------------------------- | -------------- |
| Австралия (ARIA)                      | 4              |
| Австрия (Ö3 Austria Top 40)           | 3              |
| Бельгия/Фландрия (Ultratop 50)        | 13             |
| Бельгия/Валлония (Ultratop 50)        | 16             |
| Дания (Tracklisten)                   | 2              |
| Finland (Suomen virallinen lista)     | 1              |
| Франция (SNEP)                        | 17             |
| Германия (GfK)                        | 2              |
| Ирландия (IRMA)                       | 26             |
| Италия (FIMI)                         | 28             |
| Нидерланды (Dutch Top 40)             | 4              |
| Новая Зеландия (Recorded Music NZ)    | 5              |
| Норвегия (VG-lista)                   | 2              |
| Poland (ZPAV)                         | 3              |
| Spain (PROMUSICAE)                    | 1              |
| Швеция (Sverigetopplistan)            | 1              |
| Швейцария (Schweizer Hitparade)       | 5              |
| Великобритания (OCC UK Singles)       | 18             |
| США (Billboard Hot 100)               | 71             |
| США (Billboard Alternative Airplay)   | 18             |
| US Mainstream Rock Tracks (Billboard) | 11             |
| США (Billboard Pop Airplay)           | 25             |

| Годовой чарт (2004)  | Место |
| -------------------- | ----- |
| German Singles Chart | 15    |